# Auftakt (Verslehre)
Der Auftakt ist in der Verslehre der akzentuierenden Metrik der Teil des Verses bzw. des Versmaßes vor der ersten Hebung. Dementsprechend sind trochäische und daktylische Verse auftaktlos, jambische und anapästische Verse dagegen auftaktig.
Der Begriff wurde von Andreas Heusler eingeführt entsprechend dem Auftakt in der Musik, da nach der Heuslerschen Verslehre Verse nicht in Versfüße, sondern in Takte gegliedert werden.
Gerhard Storz will die Verwendung auf solche Fälle beschränkt wissen, in denen einem Vers mit von der Wortstellung her eindeutig (trochäisch oder daktylisch) fallendem Rhythmus Senkungen vorangestellt sind. Beispiel:
Die alte Mutter saß am Wasser …
Hier kann aufgrund der dominierenden trochäischen Wortfüße ein eindeutig trochäischer Rhythmus gesehen werden. Andererseits ist es eben die Spannung zwischen Wortgrenze und Versfußgrenze, die den Jambus im Deutschen ausmacht. Die Sinnhaftigkeit der Begriffsbildung wird daher auch aus linguistischer Sicht immer wieder in Frage gestellt.
Als freien Auftakt bezeichnet man das Fehlen der taktmetrischen Bindung des Auftakts, das heißt, ob ein Vers mit oder ohne Auftakt beginnt, wird durch das Versmaß nicht festgelegt. Freier Auftakt ist kennzeichnend für die altdeutsche Stabreim- und Reimversdichtung sowie für den Knittelvers.
Neben der oben angegebenen taktmetrischen Definition gibt es auch eine fußmetrische Definition, nach der ein Auftakt durch die unbetonten Silben vor dem ersten Versfuß gebildet wird. Beispiele sind schwierig zu konstruieren. Beginnt der erste Versfuß mit einer Hebung, so gibt es keinen Unterschied zur taktmetrischen Definition. Wenn einem jambischen Vers eine unbetonte Silbe vorangestellt wird, so ist die Tendenz sehr stark, diese doch zu betonen, und einem anapästischen Vers eine unbetonte Silbe voranzustellen würde eine Folge von drei unbetonten Silben ergeben, was nicht realisierbar ist.
Alternative Bezeichnungen neben dem eigentlich musikalischen Begriff Auftakt sind:
- Vorsenkung (Schlawe[2]),
- Eingangssenkung (Sievers[3]),
- Vorschlag (Hoffmann[4]),
- Vorschlagssilbe (Brockhaus 1824) und
- Aufschlag (Sulzer[5]).

Eine antike Bezeichnung für die am Anfang jambischer und anapästischer Verse stehenden kurzen Silben in der antiken Metrik ist Anakrusis (altgriechisch ἀνάκρουσις ‚Zurückrudern‘, ‚Zurückziehen‘).